# Colaspibasa
Colaspibasa is een geslacht van kevers uit de familie bladkevers (Chrysomelidae).
De wetenschappelijke naam van het geslacht werd in 1995 gepubliceerd door Medvedev.

## Soorten
- Colaspibasa thoracica Medvedev, 1995